# Cnaeus Domitius Calvinus Maximus
Pour les articles homonymes, voir Domitius et Calvinus.
Cnaeus Domitius Calvinus Maximus est un homme politique romain du début du IIIe siècle av. J.-C., consul en 283 av. J.-C.

## Famille
Il est membre des Domitii Calvini, branche de la gens plébéienne des Domitii. Il est le fils de Cnaeus Domitius Calvinus, consul en 332 av. J.-C. et le petit-fils d'un Cnaeus Domitius. Son nom complet est Cnaeus Domitius Cn.f. Cn.n. Calvinus Maximus.

## Biographie

### Édilité curule (299)
Selon Pline l'Ancien, Cnaeus Domitius est battu avec Caius Poetelius en 305 av. J.-C. lors de l'élection pour l'édilité de Cnaeus Flavius et de Quintus Anicius Praenestinus pour l'année 304 av. J.-C. Cnaeus Domitius devient édile curule en 299 av. J.-C. avec deux patriciens et un autre plébéien.

### Consulat (283)
Cnaeus Domitius devient consul en 283 av. J.-C. avec Publius Cornelius Dolabella pour collègue. Au début de leur mandat, Lucius Caecilius Metellus Denter, consul l'année précédente et prorogé à la tête de son armée en tant que préteur, est défait par les Sénons en Étrurie. Manius Curius Dentatus le remplace en tant que préteur suffect et entame des négociations avec les Gaulois. Pendant ce temps, Dolabella prépare une campagne en Étrurie pour réprimer les soulèvements qui ont suivi la défaite romaine. Le rôle de Calvinus demeure méconnu, il semble qu'il soit resté à Rome pour préparer la défense en cas de nouvelle invasion gauloise.
À la nouvelle de la mort des legati romains envoyés par Dentatus, Dolabella marche contre les Sénons qu'il défait, puis se dirige vers leurs terres qu'il ravage. Selon Polybe, les Boïens, craignant de subir le même sort, se joignent aux Étrusques pour former une armée coalisée qui progresse vers Rome jusqu'à 70 kilomètres au nord,. Selon Appien, Cnaeus Domitius détient le commandement militaire lors de la bataille du Lac Vadimon qui voit la défaite de l'armée coalisée tandis que son collègue Dolabella ravage le territoire des Sénons (Ager gallicus). Toutefois, il semble que le commandement ait plutôt échu à Dolabella de retour du nord de l'Italie. L'armée de Calvinus entre en Étrurie peu après et défait une bande de mercenaires Sénons, probablement des fuyards qui se sont regroupés. Les deux consuls célèbrent chacun un triomphe pour leurs victoires,.

### Dictature (280)
D'après les Fastes capitolins, Cnaeus Domitius est nommé dictateur en 280 av. J.-C. afin de convoquer les comices et de gérer l'organisation de nouvelles élections (comitiorum habendorum causa).

### Censure (280)
La même année, après la dictature (posteaquam dictatura abiit), Cnaeus Domitius atteint la censure avec peut-être Lucius Cornelius Scipio Barbatus pour collègue. Il est le premier plébéien à accomplir la cérémonie du lustrum.